# ويل لي
ويل لي (بالإنجليزية: Will Lee)‏ هو موسيقي أمريكي، ولد في 8 سبتمبر 1950 في سان أنطونيو في الولايات المتحدة.

## وصلات خارجية
- ويل لي على موقع IMDb (الإنجليزية)
- ويل لي على موقع ميوزك برينز (الإنجليزية)
- ويل لي على موقع أول ميوزيك (الإنجليزية)
- ويل لي على موقع ديسكوغز (الإنجليزية)
- ويل لي على موقع قاعدة بيانات الفيلم (الإنجليزية)